# Martin Kližan
Martin Kližan (Bratislava, 11 de juliol de 1989) és un extennista professional eslovac.
Guanyador del Roland Garros júnior el 2006, es va tornar professional el 2007. La seva màxima posició a l'ATP ha estat el número 24, aconseguit l'abril de 2015. En el seu palmarès consten sis títols individuals del circuit ATP i quatre més en dobles masculins.
L'abril de 2018 va derrotar el serbi Novak Đoković per primera vegada a la seva carrera, en el marc del Barcelona Open de 2018.

## Palmarès

### Individual: 7 (6−1)
| Llegenda                          |
| --------------------------------- |
| Grand Slams (0−0)                 |
| ATP Finals (0−0)                  |
| ATP World Tour Masters 1000 (0−0) |
| ATP World Tour 500 (2−0)          |
| ATP World Tour 250 (4−1)          |

| Títols per superfície |
| --------------------- |
| Dura (2−1)            |
| Gespa (0−0)           |
| Terra batuda (4−0)    |

| Resultat  | Núm. | Data                   | Torneig                  | Superfície   | Oponent              | Marcador         |
| --------- | ---- | ---------------------- | ------------------------ | ------------ | -------------------- | ---------------- |
| Guanyador | 1.   | 23 de setembre de 2012 | Sant Petersburg, Rússia  | Dura (i)     | Fabio Fognini        | 6−2, 6−3         |
| Guanyador | 2.   | 4 de maig de 2014      | Múnic, Alemanya          | Terra batuda | Fabio Fognini        | 2−6, 6−1, 6−2    |
| Guanyador | 3.   | 12 d'abril de 2015     | Casablanca, Marroc       | Terra batuda | Daniel Gimeno Traver | 6−2, 6−2         |
| Guanyador | 4.   | 14 de febrer de 2016   | Rotterdam, Països Baixos | Dura (i)     | Gaël Monfils         | 6−7(1), 6−3, 6−1 |
| Guanyador | 5.   | 17 de juliol de 2016   | Hamburg, Alemanya        | Terra batuda | Pablo Cuevas         | 6−1, 6−4         |
| Guanyador | 6.   | 4 d'agost de 2018      | Kitzbühel, Àustria       | Terra batuda | Denis Istomin        | 6−2, 6−2         |
| Finalista | 1.   | 23 de setembre de 2018 | Sant Petersburg          | Dura (i)     | Dominic Thiem        | 3−6, 1−6         |

### Dobles masculins: 4 (4−0)
| Llegenda                          |
| --------------------------------- |
| Grand Slams (0−0)                 |
| ATP Finals (0−0)                  |
| ATP World Tour Masters 1000 (0−0) |
| ATP World Tour 500 (1−0)          |
| ATP World Tour 250 (3−0)          |

| Títols per superfície |
| --------------------- |
| Dura (0−0)            |
| Gespa (0−0)           |
| Terra batuda (4−0)    |

| Resultat  | Núm. | Data                 | Torneig                | Superfície   | Parella        | Oponents                      | Marcador         |
| --------- | ---- | -------------------- | ---------------------- | ------------ | -------------- | ----------------------------- | ---------------- |
| Guanyador | 1.   | 27 de juliol de 2013 | Umag, Croàcia          | Terra batuda | David Marrero  | Nicholas Monroe Simon Stadler | 6−1, 5−7, [10−7] |
| Guanyador | 2.   | 24 de maig de 2014   | Niça, França           | Terra batuda | Philipp Oswald | Rohan Bopanna A-u-H. Qureshi  | 6−2, 6−0         |
| Guanyador | 3.   | 21 de febrer de 2015 | Rio de Janeiro, Brasil | Terra batuda | Philipp Oswald | Pablo Andújar Oliver Marach   | 7−6(3), 6−4      |
| Guanyador | 4.   | 23 de juliol de 2016 | Umag (2)               | Terra batuda | David Marrero  | Nikola Mektić Antonio Šančić  | 6−4, 6−2         |

## Trajectòria

### Individual
| Open d'Austràlia | A   | A   | A           | Q1          | A           | A     | 1R          | 3R          | 2R          | 1R    | 1R          | A           | 1R          | Q1  | Q1  | 0 / 6     | 3 − 6     |
| Roland Garros | Q2  | A   | A           | Q3          | A           | 2R    | 2R          | 3R          | 2R          | 1R    | 2R          | 2R          | 3R          | Q2  | Q1  | 0 / 8     | 9 − 8     |
| Wimbledon | A   | A   | A           | A           | Q1          | 2R    | 1R          | 1R          | 1R          | 1R    | 1R          | A           | 1R          | NC  | Q1  | 0 / 7     | 1 − 7     |
| US Open | A   | A   | A           | 1R          | A           | 4R    | 1R          | 2R          | 2R          | 1R    | A           | A           | 1R          | A   | A   | 0 / 7     | 5 − 7     |
| Jocs Olímpics | NC  | A   | No celebrat | No celebrat | No celebrat | 1R    | No celebrat | No celebrat | No celebrat | A     | No celebrat | No celebrat | No celebrat | A   | NC  | 0 / 1     | 0 – 1     |
| Total Victòries−Derrotes                                                                                                   | 1−2 | 0−0 | 0−1         | 3−4         | 2−4         | 19−15 | 12−24       | 25−14       | 30−27       | 14−15 | 11−16       | 22−9        | 10−20       | 0−2 | 0−0 | 149 − 153 | 149 − 153 |
| Rànquing a final d'any | 395 | 505 | 234         | 155         | 117         | 30    | 110         | 34          | 43          | 35    | 141         | 41          | 141         | 151 | 290 |           |           |
| Llegenda: G: Guanyador; F: Finalista; SF: Semifinalista; QF: Quarts de final; Q: Qualificació; A: Absent; RR: Round Robin; |     |     |             |             |             |       |             |             |             |       |             |             |             |     |     |           |           |

### Dobles masculins
| Open d'Austràlia | A           | A           | A           | A   | 2R          | A           | 1R          | 1R  | 1R          | A           | 1R          | 0 / 5   | 1 − 5   |
| Roland Garros | A           | A           | A           | A   | 1R          | 1R          | 1R          | 1R  | 1R          | A           | 1R          | 0 / 6   | 0 − 6   |
| Wimbledon | A           | A           | A           | 1R  | 1R          | 2R          | 1R          | A   | A           | A           | A           | 0 / 4   | 1 − 4   |
| US Open | A           | A           | A           | 1R  | 1R          | 1R          | 1R          | 1R  | A           | A           | A           | 0 / 5   | 0 − 5   |
| Jocs Olímpics | No celebrat | No celebrat | No celebrat | 1R  | No celebrat | No celebrat | No celebrat | A   | No celebrat | No celebrat | No celebrat | 0 / 1   | 0 – 1   |
| Total Victòries−Derrotes                                                                                                   | 1−0         | 0−0         | 0−0         | 4−8 | 11−15       | 6−4         | 7−10        | 5−9 | 2−6         | 1−2         | 1−4         | 38 − 58 | 38 − 58 |
| Rànquing a final d'any | 267         | 222         | 260         | 123 | 106         | 218         | 102         | 220 | 331         | 278         | 714         |         |         |
| Llegenda: G: Guanyador; F: Finalista; SF: Semifinalista; QF: Quarts de final; Q: Qualificació; A: Absent; RR: Round Robin; |             |             |             |     |             |             |             |     |             |             |             |         |         |

## Guardons
- ATP Newcomer of the Year (2012)